# Abril Conesa
Abril Conesa Prieto (25 de febrero de 2000) es una deportista española que compite en natación sincronizada.
Ganó dos medallas de bronce en el Campeonato Mundial de Natación, en los años 2019 y 2022, y dos medallas en el Campeonato Europeo de Natación, bronce en 2018 y plata en 2021.

## Palmarés internacional
| Campeonato Mundial | Campeonato Mundial      | Campeonato Mundial | Campeonato Mundial |
| Año                | Lugar                   | Medalla            | Prueba             |
| ------------------ | ----------------------- | ------------------ | ------------------ |
| 2019               | Gwangju (Corea del Sur) | Medalla de bronce  | Rutina especial    |
| 2022               | Budapest (Hungría)      | Medalla de bronce  | Rutina especial    |
| Campeonato Europeo |                         |                    |                    |
| Año                | Lugar                   | Medalla            | Prueba             |
| 2018               | Glasgow (Reino Unido)   | Medalla de bronce  | Combinación libre  |
| 2021               | Budapest (Hungría)      | Medalla de plata   | Equipo libre       |